# Campagne (Dordogne)
Campagne település Franciaországban, Dordogne megyében. Lakosainak száma 418 fő (2022. január 1.). Campagne Les Eyzies, Audrix, Le Bugue, Coux-et-Bigaroque-Mouzens és Saint-Cyprien községekkel határos.

## Népesség
A település népességének változása:
| Lakosok száma | 242  | 220  | 281  | 318  | 395  | 383  | 380  | 403  | 416  | 418  |
|               | 1968 | 1982 | 1990 | 2006 | 2013 | 2015 | 2017 | 2019 | 2020 | 2022 |